# Elapognathus
Elapognathus — рід отруйних змій родини аспідових (Elapidae). Представники цього роду є ендеміками Австралії.

## Види
Рід Elapognathus нараховує 2 види:
- Elapognathus coronatus (Schlegel, 1837)
- Elapognathus minor (Günther, 1863)

## Етимологія
Наукова назва роду Elapomorphus походить від сполучення слів дав.-гр. ελλοψ — різновид змії і γναθος — запах.